# Arca russa
Arca russa (in russo Русский ковчег?) è un film del 2002, diretto da Aleksandr Sokurov. Il film ha la particolarità di essere un intero piano-sequenza (ovvero senza stacchi). È stato presentato in concorso il 22 maggio 2002 al 55º Festival di Cannes.

## Trama
Per tutta la durata del film vediamo attraverso gli occhi di un personaggio non identificato, del quale sentiamo la voce, che si ritrova, come in un sogno, nel Palazzo d'Inverno di San Pietroburgo, un tempo residenza degli Zar e oggi museo. L'unica persona che sembra vedere il nostro visitatore è un diplomatico francese dell'Ottocento, il marchese Astolphe de Custine, che lo accompagna nel percorso attraverso il palazzo.
Attraversando le varie sale e i corridoi i due visitatori si muovono anche attraverso le epoche della storia russa: vediamo Pietro il Grande, l'imperatrice Caterina II, gli zar Nicola I e Nicola II, fino ai visitatori del museo dell'Ermitage dei giorni nostri. Il viaggio si conclude con una sfarzosa festa al termine della quale una folla di nobili russi si riversa fuori dal palazzo. E si scopre che il palazzo si trova sospeso sul mare in eterno.
(Voce narrante)

## Realizzazione
Al film hanno lavorato più di 4.500 persone, tra cui 867 attori, 3 orchestre e 22 assistenti alla regia. È stato girato in digitale con una videocamera Sony HDW-F900 realizzata appositamente e montata su una steadicam; il video è stato registrato in formato non compresso su un hard disk speciale che poteva contenere fino a 100 minuti di filmato.
La ripresa è avvenuta nel palazzo dell'Ermitage di San Pietroburgo, il 23 dicembre 2001; per riuscire ad effettuare la ripresa sono stati necessari quattro tentativi, poiché i primi tre sono stati sospesi a causa di errori tecnici. Il primo tentativo è stato interrotto dopo cinque minuti, e - dopo altri due tentativi falliti - la ripresa finale è andata a buon fine e il film è stato completato in 90 minuti.
In un'intervista del 2002 Tilman Büttner, direttore della fotografia e operatore della steadicam, ha dichiarato che il suono è stato registrato separatamente, in un secondo momento, rispetto al video.

## Colonna sonora
- Mazurka - dall'opera Una vita per lo Zar di Michail Glinka, eseguita dall'orchestra del teatro Mariinskij, diretta da Valerij Gergiev
- Aria - di Georg Philipp Telemann, diretta da Sergej Evtušenko
- King Arthur - di Henry Purcell, diretta da Sergej Evtušenko
- Notturno - di Michail Glinka, diretta da Sergej Evtušenko
- Mélodie antique française Op.39-16 - da Album à la jeunesse di Pëtr Il'ič Čajkovskij, diretta da Sergej Evtušenko

## Premi e riconoscimenti
- La rivista del British Film Institute Sight & Sound l'ha indicato fra i trenta film chiave del primo decennio del XXI secolo.[3]
- Premio Gianni Di Venanzo 2003: miglior fotografia straniera